# Chionothrix latifolia
Chionothrix latifolia là loài thực vật có hoa thuộc họ Dền. Loài này được Rendle mô tả khoa học đầu tiên năm 1896.